# Born in the U.S.A.
A Born in the U.S.A. Bruce Springsteen hetedik nagylemeze 1984-ből. Kereskedelmi siker volt, a kritikusok is dicsérték. Zeneileg eltávolodott az előző lemeztől: míg a Nebraska pesszimista hangvételű volt, és az elzárkózottságot mutatta be, addig a Born in the U.S.A. reményteli, és az átlag amerikai napi küzdelmeit mutatja be.
A Born in the U.S.A. volt 1985 legtöbb példányban elkelt nagylemeze Amerikában, egyben Springsteen legsikeresebb albuma. Hét top 10-es slágert termelt, és a világ körüli turné is hatalmas sikert aratott. A címadó dalt hazafias himnusznak tartják erőteljes, magával ragadó refrénje miatt, annak ellenére, hogy szövege a vietnámi háború negatív hatásairól szól és inkább kiábrándultság jellemzi. Az album borítója, amely Springsteen hátát ábrázolja egy amerikai zászló előtt, a kor ikonszerű képe lett.
Az album szerepel az 1001 lemez, amit hallanod kell, mielőtt meghalsz című könyvben.

## Az album dalai
| 1. | Born in the U.S.A.     | Bruce Springsteen | 4:39 |
| 2. | Cover Me               | Springsteen       | 3:27 |
| 3. | Darlington County      | Springsteen       | 4:48 |
| 4. | Working on the Highway | Springsteen       | 3:11 |
| 5. | Downbound Train        | Springsteen       | 3:35 |
| 6. | I'm on Fire            | Springsteen       | 2:37 |

| 1. | No Surrender        | Springsteen | 4:00 |
| 2. | Bobby Jean          | Springsteen | 3:46 |
| 3. | I'm Goin' Down      | Springsteen | 3:29 |
| 4. | Glory Days          | Springsteen | 4:15 |
| 5. | Dancing in the Dark | Springsteen | 4:00 |
| 6. | My Hometown         | Springsteen | 4:34 |

## Közreműködők

### The E Street Band
- Roy Bittan – szintetizátor, zongora, háttérvokál
- Clarence Clemons – szaxofon, ütősök, háttérvokál
- Danny Federici – orgona, harangjáték, zongora
- Bruce Springsteen – gitár, ének
- Garry Tallent – basszusgitár, háttérvokál
- Steven Van Zandt – gitár, mandolin, vokál
- Max Weinberg – dob, háttérvokál